# Myrmecium latreillei
Myrmecium latreillei là một loài nhện trong họ Corinnidae.
Loài này thuộc chi Myrmecium. Myrmecium latreillei được Hippolyte Lucas miêu tả năm 1856.